# Lithocarpus sandakanensis
Lithocarpus sandakanensis är en bokväxtart som beskrevs av Julia och Soupadmo. Lithocarpus sandakanensis ingår i släktet Lithocarpus och familjen bokväxter. Inga underarter finns listade.